# Adenolobus
Genre
Adenolobus est un genre de plantes à fleurs dicotylédones de la famille des Fabaceae, sous-famille des Caesalpinioideae, originaire d'Afrique, qui comprend trois espèces acceptées.

## Liste d'espèces
Selon The Plant List (21 octobre 2018) :
- Adenolobus garipensis (E.Mey.) Torre & Hillc.
- Adenolobus pechuelii (Kuntze) Torre & Hillc.
  - Adenolobus pechuelii subsp. mossamedensis (Torre & Hillc.) Brummitt & J.H
  - Adenolobus pechuelii subsp. pechuelii (Kuntze) Torre & Hill
- Adenolobus rufescens (Lam.) Schmitz